# Ernst-Albert Arndt
Ernst-Albert Walter Wilhelm Arndt (* 22. September 1927 in Rostock; † 13. Februar 2014) war ein deutscher Meeresbiologe.

## Leben
Ernst-Albert Arndt wurde als Sohn des Walter Arndt und dessen Frau Marie geboren. Sein Abitur holte er Februar 1946 an der Großen Stadtschule Rostock nach, nachdem seine Ausbildung durch die Kriegsunruhen unterbrochen worden war, er hatte unter anderem als Luftwaffenhelfer gewirkt. Anschließend begann er an der Universität Rostock ein Biologiestudium, das er 1951 abschloss. In diesem Jahr wurde er Diplom-Biologe und begann eine Tätigkeit als wissenschaftlicher Assistent am zoologischen Institut der Universität. Nachdem er 1954 mit der Dissertation Histologische und mikrochemische Untersuchungen über die Oogenese und bipolare Differenzierung bei Süßwasser-Teleosteern zum Doktor der Naturwissenschaften promoviert worden war, wurde er im Folgejahr zum Oberassistenten befördert und wirkte nach seiner Habilitation 1959 als Dozent für Zoologie. Am 1. Juli des nächsten Jahres wurde er außerdem als Leiter der Abteilung für spezielle Zoologie und Meeresbiologie eingesetzt, ab 1964 war er meeresbiologischer außerordentlicher Professor. Insgesamt machte er sich so verdient, dass er 1966 einen Ruf an die Universität Kiel erhielt, den er aber nicht annehmen durfte. Die Abteilungsleiter-Stelle wechselte er 1968 mit dem Amt des Leiters des Fachbereiches für Meeres- und Fischereibiologie. Ebenfalls in diesem Jahr gründete er die Ostseemeeresbiologen, deren Präsident er bis 1975 blieb. Wegen seiner Verdienste wurde er 1969 zum ordentlichen Professor befördert. Außerdem fungierte er 1981 bis 1985 als Präsident der Baltic Marine Biologists. Das Fachbereichsleiteramt hatte er bis 1990 inne; zwischendurch war er 1977 bis 1981 als Direktor für die Sektion Biologie zuständig. 1992 legte er seine Professur nieder und trat in den Ruhestand, unterrichtete aber an der Universität weiter allgemeine und spezielle sowie Meeresbiologie als Vertretungsprofessor. Zum Mitglied des Universitätssenates 1993 ernannt, verließ er die Universität endgültig 1995.